# Rezj (rivier)
De Rezj (Russisch: Реж) is een van de 18.404 rivieren binnen de Russische oblast Sverdlovsk. De Rezj stroomt vanuit de Centrale Oeral in noordoostelijke richting naar de Nitsa, die weer in de Toera stroomt en uiteindelijk via de Tobol, Irtysj en Ob uitmondt in de Karazee. De oevers van de rivier worden net als de Tsjoesovaja gekenmerkt door hoge rotswanden. Langs de rivier bevinden zich 8 groepen van rotsen waarop zogenaamde pisanitsy; Oeraalse rotstekeningen te vinden zijn uit het 6e tot 5e millennium v.Chr. Ook bevindt zich in de bovenloop veel naaldwoud.
De belangrijkste zijrivier is de Bobrovka. De belangrijkste plaats aan de rivier is de gelijknamige stad Rezj.